# Atlanta Falcons
Atlanta Falcons är ett professionellt lag i den amerikanska National Football League (NFL) som har Atlanta, Georgia som hemort.

## Grundat
1965 vid AFL:s utvidgning – spelstart 1966.

## Hemmaarena
Mercedes-Benz Stadium, invigd den 26 augusti 2017. Tidigare Georgia Dome hade en kapacitet på 71 149 åskådare och var skådeplatsen för bl.a. gymnastik och basket vid Olympiska sommarspelen 1996. Den ägdes av staten Georgia.

## Tävlingsdräkt
- Hemma: Röd tröja med vit text, vita byxor med röda revärer
- Borta: Vit tröja med röd text, vita byxor med röda revärer
- Hjälm: Svart med en röd och svart falk med vit bård

## NFL-segrar
2 (1998, 2016)

## Super Bowl
- Nummer LI 2017 med förlust mot New England Patriots.
- Nummer XXXIII 1999 med förlust mot Denver Broncos